# Reformbeweging

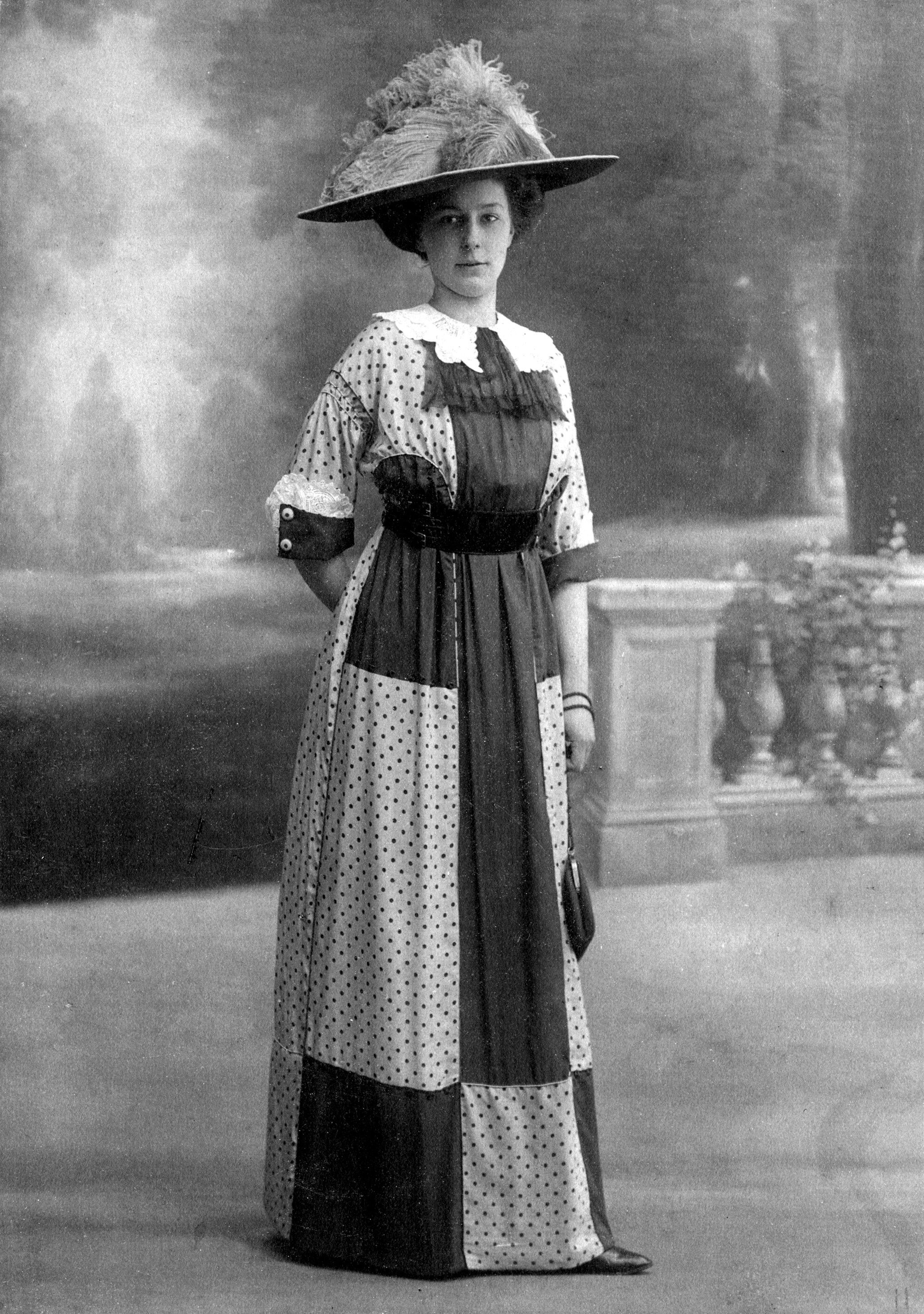
Jurk in reformstijl, zonder korset (1911)

De reformbeweging is een beweging die aan het eind van de 19de eeuw in Duitsland ontstond en uit was op hervorming van de samenleving (aangeduid als 'Lebensreform').

## Kernidee
De reformbeweging bestond uit verschillende bewegingen. Gemeenschappelijk was dat men wilde komen tot een totale hervorming van de maatschappij en de manier waarop mensen met elkaar en met hun omgeving omgingen. De beweging wordt gezien als een reactie op industrialisatie, verstedelijking en materialisme. Gezond voedsel (zoals vegetarisme) en medicijnen (natuurgeneeswijze) waren belangrijke thema's. Maar daarnaast was er aandacht voor alternatieve kleding, alternatieve landbouw, reformpedagogiek en naturisme.
In 1893 werden in Duitsland twee tot de reformbeweging te rekenen alternatieve nederzettingen gesticht, waaronder de fruitteeltcoöperatie Eden bij  Oranienburg. Bekender werd de in 1900 opgerichte gemeenschap Monte Verità (Waarheidsberg) bij Ascona (Ticino) in Zwitserland.
Binnen een groot deel van de Duitse reformbeweging bestond vanaf ongeveer 1916 een antisemitische, naar de Völkische Bewegung neigende tendens. In 1933 nam het toen in Duitsland aan de macht gekomen nationaal-socialisme een aantal ideeën van de reformbeweging over, onder andere op het gebied van 'gezonde voeding en levenswijze'. Dit feit heeft tot ver na de Tweede Wereldoorlog in Duitsland (in Zwitserland niet) een negatieve invloed op het imago van de reformbeweging uitgeoefend. De beruchte nazi en antisemiet Julius Streicher had zich namelijk in zijn geschriften ook hiermee beziggehouden. Een ware, raszuivere ariër zou immers zo moeten leven, zei deze in 1939.

## Voedsel en medicijnen
Onderdeel van de beweging waren de zogenoemde reformwinkels. De eerste hiervan werd in Duitsland geopend. In Nederland werd in 1936 de Vereniging van Nederlandse Reformhuizen (VNR) opgericht. Deze winkels verkopen producten als koffievervangers, kruidenmengsels, zemelen, voedingssupplementen, dieetproducten en homeopathische geneesmiddelen.